# HBO
HBO (Home Box Office) je komerční televizní stanice. Byla založena v roce 1972 v USA. Vysílání HBO je zpoplatněné a stanice se soustřeďuje zejména na filmovou a seriálovou tvorbu. Majitelem je Warner Bros Discovery.
Stanice v současné době vysílá v následujících oblastech:
USA, Latinská Amerika, Maďarsko, Česko, Slovensko, Rumunsko, Moldavsko, Polsko, Slovinsko, Chorvatsko, Srbsko, Bulharsko, Nizozemsko, Asie.

## HBO v Česku
V ČR provozuje HBO společnost HBO Europe s.r.o. Programová skladba je i zde tvořena především vysokorozpočtovými filmovými trháky a původní, nejen seriálovou, tvorbou (z produkce HBO je např. populární Hra o trůny).
Společnost HBO Česká republika v ČR kromě programu HBO provozuje ještě další filmové kanály, kterými jsou HBO2, HBO3 (dříve HBO Comedy), Cinemax, Cinemax2 a služby HBO OD (video na požádání) a HBO max (on-line videotéka). Všechny programy HBO jsou dostupné také ve vysokém rozlišení (HD).
HBO zahájilo své vysílání v České republice v pátek 18. listopadu 1994 v 17:30 hod. Na Slovensku začalo HBO vysílat 1. dubna 1997. HBO tehdy představilo zcela nový produkt v oblasti kabelové televize, který se svým charakterem podstatně odlišuje od ostatních televizních kanálů. V začátcích HBO vysílalo pouze 6,5 hodiny denně. Od 1. října 1997 se vysílací schéma HBO rozšířilo na 18 hodin denně a od 1. října 1998 začalo vysílat nepřetržitě během víkendů (18 h po–pá, 24 h so–ne). V současnosti stanice HBO vysílá nepřetržitě. Od roku 2016 fungují v non-stop režimu (24 hodin denně, 7 dní v týdnu) všechny kanály z nabídky HBO.
Kanály HBO jsou dostupné všem divákům v České a Slovenské republice prostřednictvím nabídek satelitních, kabelových a IPTV operátorů.
Od roku 2008 má HBO Europe s.r.o centrálu v pražských Holešovicích na adrese Jankovcova 1037/49, 170 00 Praha 7. Aktuálním jednatelem HBO Europe s. r. o. je od 1. srpna 2016 Michal Mizera. Za obchodní operace na českém a slovenském trhu nově od 1. září zodpovídá Country Manager polské pobočky HBO Europe Michal Kozicki.

## Program HBO
Kromě filmových trháků a seriálů třetích stran je HBO proslulé obsahem vlastní produkce. Do této kategorie spadají kromě filmů a seriálů např. dokumentární filmy, filmové magazíny, portréty filmových celebrit, dokumenty z natáčení a koncerty světových i domácích hudebních hvězd.
HBO pravidelně pořizuje též práva na vysílání prestižních událostí ze světa filmu a zábavy – udílení Oscarů, Zlatých glóbů, Emmy či Evropských filmových cen či Filmových cen Britské akademie (BAFTA).
HBO na svých projektech velmi intenzivně spolupracuje s předními světovými vysílateli jako BBC, Sky nebo Rai.
Originální produkce HBO je často kriticky ceněna.

### Světová produkce
- Andělé v Americe
- Boj o moc
- Bratrstvo neohrožených
- Deadwood
- Euforie
- Flight of the Conchords
- Geniální přítelkyně
- Gentleman Jack
- Girls
- Hra o trůny
- Impérium – Mafie v Atlantic City
- Jedna noc
- Larry, kroť se
- Letuška
- Mělas to vědět
- Městečko South Park
- Mladý papež
- Naši kluci
- Newsroom
- Odpočívej v pokoji
- Pacifik
- Pokoj 104
- Pozůstalí
- Pravá krev
- Rodina Sopránů
- Řím
- Sedmilhářky
- Sex ve městě
- Silicon Valley
- Temný případ
- The Deuce: Špína Manhattanu
- The Last of Us
- The Wire: Špína Baltimoru
- Veliká
- Vinyl
- Westworld

### Česká a slovenská produkce
HBO vyrábělo společně s produkční společností Total HelpArt T.H.A. zábavný pořad Na stojáka. Formát pořadu byl po 7 letech vysílání na HBO prodán České televizi, která bude v natáčení pokračovat. Prvním počinem HBO Česká republika v oblasti dramatické tvorby byl filmový debut režiséra Jaroslava Fuita Dvojka. Následoval seriál Terapie s Karlem Rodenem v hlavní roli. V roce 2013 HBO uvedlo kritikou i diváky velmi dobře přijaté třídílné drama Hořící keř. Zatím poslední velkou původní tvorbou HBO je seriál Pustina.
V červenci roku 2022 bylo oznámeno zastavení tvorby evropské produkce HBO. Tato změna se dotkla všech teritorií HBO Europe a HBO Nordic vyjma Fracie a Španělska. Důvodem byla snaha ušetřit 3 miliardy dolarů po nákladné fúzi Warner Bros. s Discovery. Mimo přerušení původní programové tvorby byly z nabídky HBO MAX odstraněny také některé originální tituly – mimo jiné i české populární špionážní drama Bez vědomí, či nejnovější titul Spolu a hladoví. Dle vyjádření firmy dochází k přezkoumávání a úpravě nabídky pro nadcházející spojení se službou Discovery+. 
| Název               | Žánr                | Premiéra     | Počet epizod | Stav                                                      |
| ------------------- | ------------------- | ------------ | ------------ | --------------------------------------------------------- |
| Na stojáka          | Stand-up komedie    | 2004         | 112          | Ukončeno, formát prodán ČT                                |
| Terapie 1           | Psychologické drama | 10. 10. 2011 | 45           | 1. série                                                  |
| Hořící keř          | Historické drama    | 27. 1. 2013  | 3            | Minisérie                                                 |
| Terapie 2           | Psychologické drama | 4. 11. 2013  | 35           | 2. série                                                  |
| Až po uši 1         | Romantická komedie  | 2. 11. 2014  | 13           | 1. série                                                  |
| Mamon               | Krimi, thriller     | 25. 10. 2015 | 8            | Minisérie                                                 |
| Pustina             | Drama               | 30. 10. 2016 | 8            | Minisérie                                                 |
| Až po uši 2         | Romantická komedie  | 12. 11. 2017 | 10           | 2. série (poslední)                                       |
| Terapie 3           | Psychologické drama | 7. 1. 2019   | 36           | 3. série (poslední)                                       |
| Bez vědomí          | Drama, thriller     | 17. 11. 2019 | 6            | Minisérie                                                 |
| Spolu a hladoví     | Dokumentární        | 1. 4. 2022   | 8            | Minisérie                                                 |
| Víťaz (SK produkce) | Komedie             | TBA          | 6            | V přípravě, zřejmě nebude vydáno pod hlavičkou HBO Europe |

| Název                     | Žánr         | Premiéra                           | Délka    |
| ------------------------- | ------------ | ---------------------------------- | -------- |
| Dvojka                    | Drama        | kino: 10. 12. 2009                 | 88 minut |
| Em a on                   | Dokumentární | 2011                               | 86 minut |
| Generace Singles          | Dokumentární | 2011                               | 77 minut |
| Gen D                     | Dokumentární | 2012                               | 63 minut |
| Velká noc                 | Dokumentární | 27. 10. 2013                       | 62 minut |
| Cesta snu                 | Dokumentární | Listopad 2013 (kino: 12. 12. 2012) | 56 minut |
| Adopce: Konkurz na rodiče | Dokumentární | 6. 11. 2014                        | 75 minut |
| Daleko za sluncem         | Dokumentární | 13. 12. 2014                       | 75 minut |
| Amerika                   | Dokumentární | 5. 7. 2015                         | 67 minut |
| Až přijde válka           | Dokumentární | 16. 2. 2018                        | 75 minut |
| Dálava                    | Dokumentární | 2. 7. 2019                         | 78 minut |
| Postiženi muzikou         | Dokumentární | 24. 9. 2020 v kinech               | 79 minut |
| Síla (MAX ORIGINAL)       | Dokumentární | 29. 3. 2022 (kino: 6. 1. 2022)     | 92 minut |

## HBO GO (Max)
Vedle klasického televizního vysílání umožňuje HBO sledovat svojí nabídku také přes online službu HBO GO. Ta podobně jako Netflix, Disney+ či Amazon Prime nabízí za měsíční předplatné divákům přístup do knihovny všech aktuálně vysílaných filmů a seriálů a všech produkcí od HBO. Služba HBO GO dříve fungovala automaticky s předplatným HBO zakoupeným od operátorů, v listopadu 2017 spustilo HBO možnost objednat si přístup do HBO GO napřímo, i bez nutnosti smlouvy s operátorem. Služba je dostupná na webu www.hbogo.cz a také jako aplikace pro mobilní telefony, tablety a vybrané chytré televize.
Služba HBO Go byla 8. března 2022 nahrazena platformou HBO Max.
O dva roky později, 21. května 2024 byla služba HBO Max nahrazena službou Max a v roce 2025 se opět vrátila k názvu HBO Max.